# رقص‌های آذربایجانی

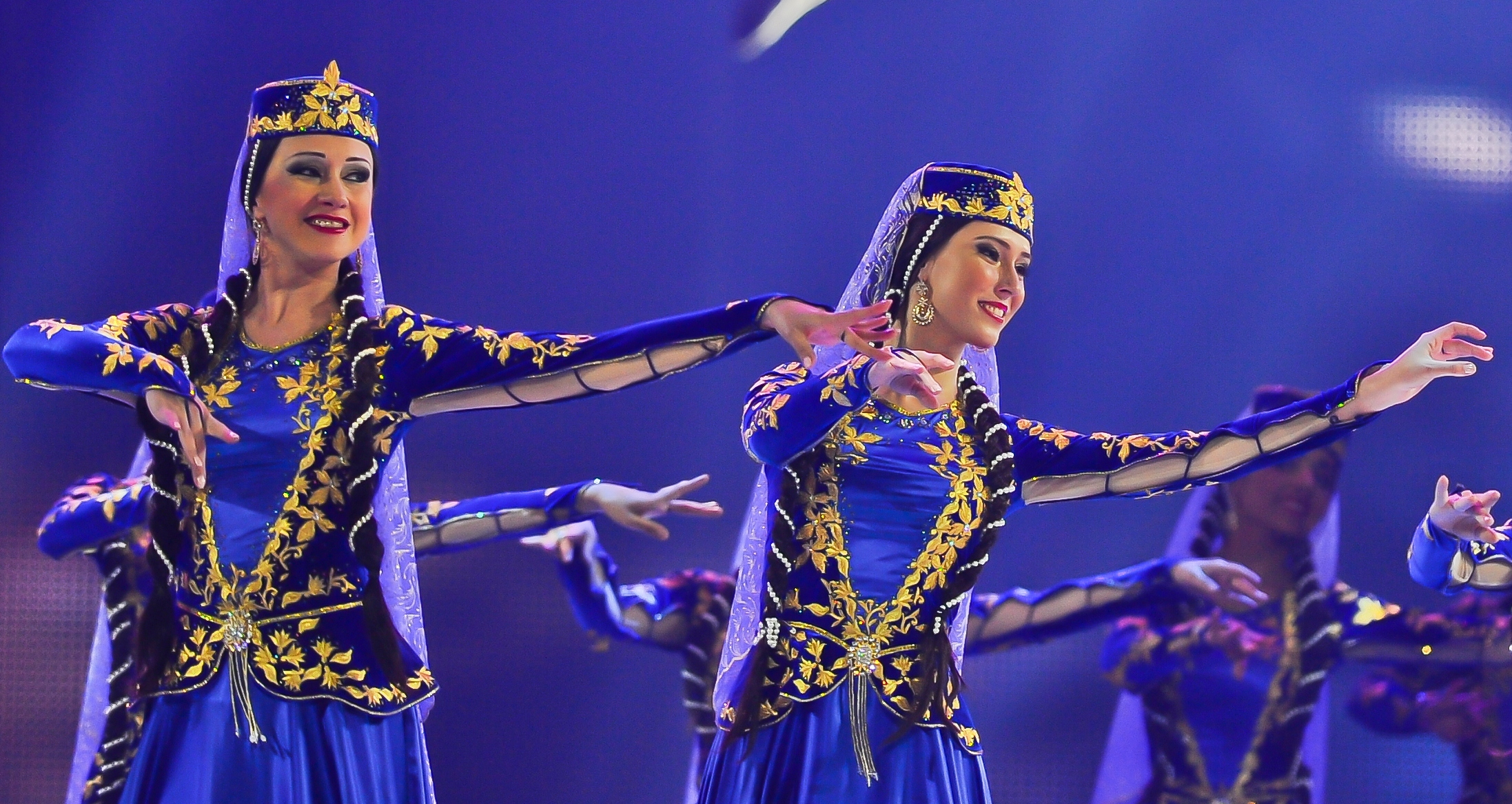
رقص آذربایجانی در مسابقات آواز یوروویژن ۲۰۱۲

رقص‌های آذربایجانی از سری رقص‌های قفقازی به شمار می‌آید که در سراسر منطقه قفقاز کم و بیش مرسوم است.این رقصها در سطح بین المللی به نام رقص قفقازی معروف هستند. بعضی از این رقص‌ها در اصل جزء مراسم دینی یا جزء از آمادگی‌های جنگی و دفاعی بوده‌است در هر صورت در حال حاضر از این رقص‌ها در مجالس عروسی در منطقه آذربایجان ایران و و در برگزاری برنامه‌های ورزشی و گردهمایی‌های فرهنگی در جمهوری آذربایجان استفاده می‌شود.
ساینا احمدووا، مدرس رقص گروه ملی رقص آذربایجان که در سال ۱۹۳۸ و در دوران حکومت شوروی ایجاد شده می‌گوید: «برخی از حرکات خاص این رقص‌ها برای رقصندهٔ زن آذری بسیار آشناست، مثلا حرکات سر و گردن و سینه و همچنین کنترل چشم‌ها و ترکیب این حرکات با هم. همچنین رقص‌های استکان و نعلبکی را داریم که گاه با استکان‌های پر در کف دست‌ها انجام می‌شود و حرکت رقصنده باید طوری باشد که مایع از آنها بیرون نریزد.»
رفعت خلیل‌زاده، طراح صحنه رقص نیز رقص مردانهٔ آذربایجانی را نوعی رقابت توصیف می‌کند و می‌افزاید: «حرکات رقصندهٔ مرد تصویرگر عقابی است که پروبال گشوده و آمادهٔ پرواز بر فراز کوهستان است، چنان که می‌بینید برخی از حرکات رقصنده روی نوک پا انجام می‌شود که اجرایشان واقعا دشوار است. در کل رقص مردانه آذری نمادی از شجاعت و مردانگی بوده، و رقص کنونی نیز همین‌ها را تصویر می‌کند.»
- دیدگاه هلن اریکسن دربارهٔ رقص بانوان آذربایجان:

آذربایجان یکی از جمهوری‌های قفقاز شوروی سابق بود. امروزه جمهوری مستقلی است که به دلیل داشتن ذخایر غنی نفت مورد توجه بین‌المللی است. تعداد بسیاری از آذربایجانی‌ها در شمال غربی ایران و در منطقه شهرهای تبریز ،اردبیل ،ارومیه ،زنجان ، قزوین و همدان ساکن هستند. رقص بانوان در قفقاز به لحاظ حرکات دلپذیر دست، حرکات بیانگر بازو و قدمهای ظریف از دیگر رقص‌ها تمیز داده می‌شود. قدمهای ظریف ایفاگر رقص توسط دامن‌های بلند پوشیده شده و چنین می‌نماید که ایفاگر رقص به حالت شناور بر روی زمین جاری است. رقص‌ها گاهی غمگین، گاهی آتشین و بیشتر تغزلی است و بیانگر سرشت فاخر بانوان آذربایجان است. رقصهای سولو و گروهی درعروسی و سایر مناسبتها اساساً ساده است. این رقصها در شوروی سابق به صورت رقصهای هنری صحنهای، ارتقاء یافته‌است.

## فهرست انواع رقص‌های بومی قدیمی آذربایجانی

### آسما کسمه
(به ترکی آذربایجانی: Asma Kəsmə) (به انگلیسی: Asma Kasma) از جمله رقص‌های بومی قدیمی اهالی آذربایجان و از قدیمی‌ترین رقص‌های مرسوم در عروسی می‌باشد.
نام‌گذاری آن به این دلیل است که عروس را به همراه صدای موسیقی «آسما کسمه» به خانه داماد می‌آورند وبا آن زنان مشایعت‌کننده عروس در مقابل او می‌رقصند. سرعت رقص آرام است. کمی افراط‌آمیز و بشکل پرشی است.

### رقص آبایی
(به ترکی آذربایجانی: Abayı) از جمله رقص‌های بومی اهالی آذربایجان است.
این رقص در منطقه شکی و زاقاتالا آفریده شده‌است. در این منطقه به افراد میانسال «آبای» گفته می‌شود. این رقص عموماً توسط مردان یا زنان میانسال اجرا می‌شود. آفریننده ملودی این رقص، آهنگ سازان شکی می‌باشند. کمی اغراق‌آمیز و کمیک است. سرعت رقص آرام است. این رقص قبلاً در شهر شکی به صورت دسته جمعی اجرا می‌شد ولی بعداً تبدیل به رقص انفرادی شد.

### آستا قاراباغی
(به ترکی آذربایجانی: Asta Qarabağı) از جمله رقص‌های بومی قدیمی اهالی آذربایجان است.
این رقص در قره باغ به وجود آمده‌است. ترتیب حرکات رقص ثابت و سرعت آن آرام است.

### آغیر قاراداغی
(به ترکی آذربایجانی: Ağır Qaradağı) (به انگلیسی: Agir Karadagi) از جمله رقص‌های بومی قدیمی اهالی آذربایجان است.
ملودی رقصی است که در قره داغ آفریده شده‌است. در شکی و زاکاتالا بسیار مرسوم است. سرعت اجرای آن آرام است.

### رقص اچ بادام بیر قوز
رقص اچ بادام بیر قوز (به ترکی آذربایجانی: Üç badam bir qoz) (سه بادام یک گردو) از جمله رقص‌های بومی قدیمی اهالی آذربایجان است.
اوچ بادام بیر قوز در زمان‌های قدیم در شکی آفریده شده‌است و همراه با آواز ایفا می‌شود. تصنیف آن را در آن دوره خوانندگان توانایی همچون جبار فرزند قارایاغدی و علی عسگر عبدالله یف خوانده‌اند.

### آواری
(به ترکی آذربایجانی: Avarı) (به انگلیسی: Avari) از جمله رقص‌های بومی قدیمی اهالی آذربایجان است.
منسوب به آواری‌های ساکن آذربایجان می‌باشد. رقص آواری به‌طور گسترده‌ای بین آذربایجانی‌ها متداول است. از سه قسمت تشکیل شده‌است. در ابتدا آرام بوده و به تدریج بر سرعتش افزوده شده و در نهایت به ریتم سریع لزگینکا می‌رسد.

### آی بری باخ
در فارسی به معنی مانند ماه نگاه کن (به ترکی آذربایجانی: آی بری باخ/Ay bəri bax) از جمله قدیمی‌ترین رقص‌های بومی آذربایجان است که توسط خانم‌ها اجرا می‌شود.

### رقص اوزون دره
(به ترکی آذربایجانی: Uzundərə) (به انگلیسی: Ouzoundara) از جمله رقص‌های بومی قدیمی اهالی آذربایجان است.
رقصی است بینهایت جذاب، ظریف و لیریک. در قره باغ و بین آق‌دام و روستای گوی تپه دره‌ای وجود دارد که آن را «اوزون دره» می‌نامند. این رقص صرفاً منحصر به این دره می‌باشد.

### رقص اوچ نومره. دورد نومره. بش نومره. آلتی نومره
(به ترکی آذربایجانی: Avarı) (به انگلیسی: Ouch noumra, dourd noumra, besh noumra, alti noumra) از جمله رقص‌های بومی قدیمی اهالی آذربایجان است.
همه این‌ها ملودی‌های رقص هستند که در نیمه دوم سال‌های ۱۹۲۰ در باکو پا به عرصه ظهور نهاده‌است. این رقصها بخصوص «بش نومره» و «آلتی نومره» هنوز هم مشهورند. رقص‌های «اوچ نومره» و «بش نومره» را که تمپو آهسته و ملودی حزین دارند خانم‌ها اجرا می‌کنند. «دورد نومره» و «آلتی نومره» نیز تمپو نسبتاً سریعی دارند و رقص‌های سلیسی است که هم توسط مردان و هم توسط زنان رقصیده می‌شود.

### رقص انزلی
(به ترکی آذربایجانی: Ənzəli) (به انگلیسی: Anzali) از جمله رقص‌های بومی قدیمی اهالی آذربایجان است.
انزلی ملودی رقصی است که تقریباً در سال‌های۱۸۸۰ تا ۱۸۹۰ در باکو آفریده شده‌است. نحوه اجرای آن آرام و به دلیل خصوصیت اجرای ملودی، بیشتر برای افراد مسن مناسب است. «انزلی» رقصی سنتی است. در ابتدای عروسی اجرا می‌شود. رقص «انزلی» را در اصل افراد مسن اجرا می‌کنند ولی جوان‌ها هم می‌توانند آن را اجرا نمایند.

### آلچا گولو
(به ترکی آذربایجانی: Alça gulu) (به انگلیسی: Alcha gulu) از جمله رقص‌های بومی قدیمی اهالی آذربایجان است.
در سال‌های ۱۹۱۰ تا ۱۹۲۰ در ناحیه شاماخی و توسط علی کریم اف ساکن روستای کاوالا آفریده شده‌است. در اصل توسط خانم‌ها اجرا می‌شود. سرعت آن کمی سریع است.

### رقص بنفشه
رقص بنؤوشه یا رقص بنفشه(به ترکی آذربایجانی: Bənüvşə) از جمله رقصهای بومی قدیمی اهالی آذربایجان است و رقصی است بسیار ظریف.
این رقص در اصل توسط خانم‌ها هم به صورت آرام و هم با سرعت تند اجرا می‌شود. در سال ۱۹۱۰ میلادی آفریده شده‌است.

### رقص بریلیانت
(به ترکی آذربایجانی: Birilyant) (به انگلیسی: Birilyant) از جمله رقص‌های بومی قدیمی اهالی آذربایجان است.
این رقص دو نوع متفاوت دارد. اولی در سال‌های ۱۹۲۰ الی ۱۹۲۲ در باکو آفریده شده، تمپو آن سریع بوده و ملودی آن بی اندازه پرشور است. توسط مردان اجرا می‌شود.
نوع دیگر آن فقط برای اجرای خانم‌ها است. ملودی آن ظریف و آهنگ دار اجرا می‌شود. سرعت آن آرام است.
- معرفی رقص آذربایجانی بریلیانت

### رقص پهلوانی
رقص پهلوانی (به ترکی آذربایجانی: Pəhləvanı) از جمله رقص‌های بومی قدیمی اهالی آذربایجان و مختص پهلوانان جوان است.
این رقص در کوه‌های منطقه شکی پا به عرصه گذاشته و آهنگساز آن آبیلله جعفراوف بود. رقصی است با حرکات بسیار سریع و بی‌نهایت دینامیک. پهلوانان در این رقص بیش از اینکه قدرت خود را به نمایش بگذارند بیشتر مهارت و چابکی جوانی در معرض دید قرار می‌دهند. این رقص در بیشتر مناطق آذربایجان اجرا می‌شود.

### رقص توی
رقص توی یا همان رقص عروسی (به ترکی آذربایجانی: Toy rəqsi) رقصی قدیمی، سنتی است که در نخجوان رقصیده می‌شود.
اقوام جوان عروس و داماد این رقص را در مقابل درشکه‌ای که عروس را می‌برد می‌رقصیدند. رقص شبیه «یاللی» است، قدم‌ها به سرعت به یکسو برداشته می‌شود. در دست بیشتر کسانی که می‌رقصیدند مشعل سوزان دیده می‌شود.

### رقص توراجی
رقص پهلوانی(به ترکی آذربایجانی: Turacı) از جمله رقص‌های قدیمی اهالی آذربایجان است.
این رقص تقریباً در اوایل قرن نوزدهم آفریده شده و به دراج پرنده شکاری زیبای کوهستانی اختصاص یافته‌است. موسیقی حزین و دلنوازی دارد. رقص تداعی‌کننده نحوه پرواز دراج است. همه حرکات ایفاگر رقص یادآور پرواز دراج و سیلان او در آسمان است.

### رقص جنگی
(به ترکی آذربایجانی: Cəngi) (به انگلیسی: Gangi) از جمله رقص‌های بومی مردم آذری است.
گاهی رقص جنگی نحوه راه رفتن جنگاور، همآورد خواهی، دعوت به جنگ را تداعی می‌کند. آفرینش این رقص به گذشته‌های دور برمی‌گردد.
رقص جنگی به لحاظ کاراکتر همانند زمره آثار موسیقی رقص قایتاغی و رقص هالای می‌باشد.

### رقص لاله
رقص لاله(به ترکی آذربایجانی: Lalə) از جمله رقص‌های بومی و قدیمی آذربایجان است.
این رقص که در گنجه آفریده شده‌است رقصی است باسرعت متوسط و مشخصه آن چابکی و سرعت آن است. معمولاً توسط دختران رقصیده می‌شود. حین رقص دستگاه مقامی نیز اجرا می‌شود و مجری رقص در جا با حرکت ظریف و روان دست‌ها آن را اجرا می‌کند.

### رقص نازنازی
رقص نازنازی (به ترکی آذربایجانی: Naznazı) از جمله رقص‌های بومی و قدیمی آذربایجان است.
این رقص، رقصی است ظریف و روان مخصوص زنان. ملودی آن با تکرار سریع اصوات ملایم و زیبا و در بعضی اوقات، با لرزش صداها، غنی شده‌است. این لرزش برای مجری رقص نوعی چرخش آنی در جا را القا می‌کند و در عین حال برای آنان رقص ظریف، و راه رفتن با طنازی یا حرکات مستقیم ظریف را ممکن می‌سازد.

### رقص واغزالی
واغزالی(به ترکی آذربایجانی: Vağzalı) از جمله رقص‌های بومی و قدیمی اهالی آذربایجان است.
ملودی بسیار ظریف و دلچسب، حرکات ظریف و نرم، این رقص را در بین توده مردم به‌طور گسترده‌ای متداول نموده‌است. عروسی را نمی‌توان یافت که در آن واغزالی شنیده نشود.
در حال حاضر ملودی این رقص فامیل عروس را مشایعت می‌کند.

### رقص میصری
میصری(به ترکی آذربایجانی: Misri) از جمله رقص‌های بومی قدیمی اهالی آذربایجان است.
ملودی رقص میصری شبیه مارش است که در اصل ملودی عاشق‌های آذربایجان است. حرکات اجرا شده در این رقص، فشرده و سنگین، مغرور، کمی مشکل، بسیاری مواقع سریع و جلب نظرکننده است. این رقص مخصوصاً در شکی، زاکاتالا و قره باغ بسیار مشهور است. سرعت رقص سریع و تند است.
میصری نام شمشیر عربی منسوب به کوراوغلو است.

### رقص خالاباجی
خالاباجی(به ترکی آذربایجانی: Xalabacı) نامی است زنانه و از جمله رقص‌های بومی و قدیمی اهالی آذربایجان است.
رقص خالاباجی دو نام دیگر نیز دارد: «جیران بالا» و «قاچآی بالا». اگر چه هر سه یکی است ولی بیشتر با این نام متداول شده‌است. مؤلف ملودی این رقص خانم صونا اهل قره باغ می‌باشد. نحوه ایفای رقص کمی کمیک است. بیشتر، مردان و زنان مسن ایفاگر این رقص هستند. این رقص به‌طور گسترده‌ای متداول بوده و تکامل فراوانی نموده‌است.

### رقص چیت تومان
چیت تومان(به ترکی آذربایجانی: Çit tuman)(شلوار از پارچه چیت، گلگلی) از جمله رقص‌های بومی قدیمی اهالی آذربایجان است.
رقص چیت تومان رقص و آوازی است که به شکل گروهی اجرا می‌شود. این رقص عمدتاً به صورت گروهی توسط خانمها، و در بسیاری موارد توسط خانم‌های جوان رقصیده می‌شود. ساختار حرکات رقص شکل و حرکات تعریف شده و معینی ندارد و هر کس به نسبت استعداد خود می‌رقصد ولی کاراکتر حرکات همه اجرا کنندگان یکسان است.
این رقص در نیمه دوم قرن گذشته در نخجوان آفریده شده و تا این اواخر در این منطقه اجرا شده‌است.

### رقص جامیش باغا گیردی
رقص جامیش باغا گیردی(به ترکی آذربایجانی: Camış bağa girdi)(گاومیش وارد باغ شد) از جمله رقص‌های بومی و قدیمی اهالی آذربایجان است که در بسیاری از مناطق آذربایجان مرسوم است.
از نام این رقص چنین برمیاید که نامی تصادفی است. احتمال دارد که اولین مجری آن شخصی چاق بوده و دوستان او به شوخی چنین نامی را به رقص داده‌اند و نام رقص نیز چنین ماندگار شده‌است.
به هر حال وقتی این رقص قدیمی در گنجه رقصیده می‌شد کاراکتر کمیک آن دلیلی بر این فرضیه بود. در نخجوان و شاه بوز نحوه اجرای آن چندان کمیک نیست. در این منطقه معمولاً افراد مسن این رقص را ایفا می‌کنند. حرکات رقص وسیع، و به شکل پرشی است.

### رقص ساموخ
رقص ساموخ (به ترکی آذربایجانی: Samux) از جمله رقص‌های بومی و قدیمی اهالی آذربایجان است.
رقص ساموخ در روستای ساموخ واقع در نزدیکی مینگچویر پا به عرصه ظهور نهاده‌است. در سال‌های اخیر به ندرت اجرا می‌شود. تمپو رقص آرام بوده و می‌تواند توسط زنان و هم توسط مردان اجرا شود.

### رقص مجسمه
رقص مجسمه (به ترکی آذربایجانی: Mücəssəmə) از جمله رقص‌های بومی و قدیمی اهالی آذربایجان است.
این رقص در عصر خود در مناطق جنوبی آذربایجان بسیار مشهور بود. در اصل رقص توسط افراد مسن اجرا می‌شود. مجری رقص با صدای آرام رقص شروع به دور زدن می‌کند. با دست‌ها و بدن خود حرکات مختلف انجام می‌دهد. ناگهان صدای موسیقی قطع می‌شود. مجری رقص نیز ناگهان بی حرکت می‌ایستد و اگر منظور او خنداندن تماشاگران باشد سعی می‌کند در وضعیت عجیبتری متوقف شود.رقص مجسمه فقط توسط آقایان اجرا می‌شود.

### رقص میرواری
رقص میرواری(به ترکی آذربایجانی: Mirvari) از جمله رقص‌های بومی و قدیمی اهالی آذربایجان است که در سال‌های ۱۹۳۰ آفریده شده‌است و رقصی است بینهایت ملودیک و زیبا.
این رقص فقط توسط زنان اجرا می‌شود.

### رقص ترکمه
رقص ترکمه (به ترکی آذربایجانی: Tərəkəmə) از جمله رقص‌های بومی و قدیمی اهالی آذربایجان است.
ترکمه نام قومی است که از دیرباز ساکن آذربایجان بودند و آفریننده این رقص خود ترکمه ای‌ها بودند. می‌توان گفت که ترکمه رقصی بسیار قدیمی است. نحوه اجرای این رقص دو نوع می‌باشد ولی هر دو نوع موسیقی یکسانی دارند. هم‌اکنون این رقص در بسیاری از مناطق آذربایجان متداول بوده و توسط گروه‌های حرف‌های و آماتور رقص آذربایجانی اجرا می‌شود.

### رقص جیرانی
رقص جیرانی(به ترکی آذربایجانی: Ceyrani) از جمله رقص‌های بومی قدیمی اهالی آذربایجان است.
جیرانی رقصی است ظریف، زیبا و آهنگین. به همین دلیل به رقص نام زیباترین و ظریفترین جاندار یعنی جیران (آهو) را داده‌اند. «جیرانی» از جمله قدیمی‌ترین رقص‌های آذربایجان است. در شوشی پا به عرصه ظهور نهاده‌است. رقص سرعت متوسطی دارد و در اصل توسط خانم‌ها ایفا می‌شود؛ ولی در برخی مناطق مانند شکی توسط آقایان هم رقصیده می‌شود. این رقص اکنون هم مشهور است.

### رقص جهری بی یم
رقص جهری بی یم(به ترکی آذربایجانی: Cəhribəyim)(جهری به نخریسی از پشم گفته می‌شود) از جمله رقص‌های بومی و قدیمی اهالی آذربایجان است.
این رقص رقصی دسته جمعی است که فقط توسط زنان و دختران اجرا می‌شود. رقص در دو صف و توسط دو گروه اجرا می‌شود. گروه‌ها ضمن رقص، بعد از هر بند آواز به نوبت، با صدای بلند و به صورت کر جهری بی یم را تکرار می‌کنند. در رقص، عروس، داماد، خواستگاران، ساغ دوش، سول دوش و دیگران شرکت می‌کنند.

### رقص چاتتادی
رقص چاتتادی (به ترکی آذربایجانی: Çattadı)(چاتتادی در واقع زهره ترکیدگی یا همان در حال بد مردن) از جمله رقص‌های بومی و قدیمی اهالی آذربایجان است که در شکی و زاکاتالا آفریده شده‌است. سرعت رقص آرام و آهسته‌است و در اصل توسط خانم‌ها و در موارد نادر توسط آقایان اجرا می‌شد.

### رقص خان‌چوپانی
رقص خان‌چوپانی (به ترکی آذربایجانی:  Xançobanı) از جمله رقص‌های بومی قدیمی اهالی آذربایجان است.
در سده‌های ۱۸–۱۷ قبیله‌ای که از جنوب آذربایجان آمده بود در اراضی شیروان ساکن شد نام خود را «خان چوپانی» نامیدند. این رقص نیز که به افتخار آنان نامگذاری شده بود حال و هوای خاص قبیله را دارد. این رقص تقریباً در اواخر قرن گذشته آفریده شده‌است. «خان‌چوپانی» با تُندای (تمپو) سریع، به نحو پرشور، بسیار سریع، و با ترتیب حرکات هماهنگ اجرا می‌شود. این رقص را فقط مردان ایفا می‌نمایند.

### رقص دارچینی
رقص دارچینی (به ترکی آذربایجانی: Darçını) از جمله رقص‌های بومی قدیمی اهالی آذربایجان است.
این رقص، رقصی است که ملودی آن آرام و اغراق‌آمیز است. در بخش پرقدرت رقص صدای ضرب‌ها و کوبش‌ها به‌وضوح قابل تشخیص است.

### رقص ساری‌باش
رقص ساری باش (به ترکی آذربایجانی: Sarıbaş)(مو زرد) از جمله رقص‌های بومی قدیمی اهالی آذربایجان است.
رقص ساری باش رقصی است قدیمی که با تمپو سریع اجرا می‌شود. در منطقه قاخ بسیار مشهور است. در این منطقه توسط مردان و زنان اجرا می‌شود. رقص از لحاظ ترتیب حرکات پیچیده نمی‌باشد به همین خاطر هم توسط جوانان و هم توسط افراد مسن اجرا می‌شود.

### رقص زغالی
رقص زغالی از جمله رقص‌های بومی و بسیار قدیمی اهالی آذربایجان است.
این رقص در شکی آفریده شده‌است. ملودی آن آرام، حزین و نغمه‌ای است. این رقص را فقط زن‌ها و به‌ویژه زن‌های جوان اجرا می‌کرده‌اند. «زغالی» به همراه تصنیف اجرا می‌شود. امروزه نه متن شعرها و نه ملودی رقص زغالی را کسی به خاطر می‌آورد و فقط نام رقص در اذهان مانده‌است.

### رقص شالاخو
(به ترکی آذربایجانی: Şalaxo) (به انگلیسی: Shalakho) از جمله رقص‌های بومی قدیمی اهالی آذربایجان است.
این رقص در میان آذربایجانی‌ها پر طرفدارترین رقص مردانه است و همیشه با اشتیاق فراوان ایفا می‌شود. ایفا گران تمام استادی و مهارت خود را در رقص عرضه می‌کنند. رقص شالاخو از جمله قدیمی‌ترین رقص‌های آذربایجان است.
در ردیف دستگاه ماهور موسیقی دستگاهی ایرانی نیز رنگی در ریتم ۶/۸ به این نام وجود دارد.

### رقص شاهسونی
رقص شاهسونی (به ترکی آذربایجانی: Şahsevani) از جمله رقص‌های بومی قدیمی اهالی آذربایجان است.
رقص شاهسونی همانند رقص ترکمه و رقص خان چوبانی مخصوص ایل شاهسون بوده و موسیقی و رقص خاص خود را دارد که در سایر مناطق آذربایجان نیز متداول شده‌است و در نخجوان شهرت فراوانی دارد. ایفاگران این رقص را در مراسم عروسی با علاقه‌مندی می‌رقصند. تمپو رقص آهسته بوده و آن را افراد مسن ایفا می‌نمایند.

### رقص شکی.
رقص شکی (به ترکی آذربایجانی: Şəki) از جمله رقص‌های بومی قدیمی اهالی آذربایجان است.
شکی در اصل نام بخشی در شمال جمهوری آذربایجان بوده و نام ملودی این رقص است.
رقص شکی در سال ۱۹۳۸ توسط احمد بیگ طاهراوف آفریده شده، سرعت آهسته داشته و مردانه است.

### رقص عنابی
رقص عنابی (به ترکی آذربایجانی: İnnabı) از جمله رقص‌های بومی قدیمی اهالی آذربایجان است.
رقص عنابی مخصوص خانم‌ها بوده و در خانه زنان طبقه اشراف به وجود آمده‌است. در این رقص روسری یا چادر با زیور آلات گران‌قیمت، از جمله سکه‌های طلا، کهربا، مروارید و گردنبند طلا تزئین می‌شد. آهنگ عنابی بی اندازه ملودیک بوده و رقص آن ظریف و زیباست. رقص بر اساس حرکت‌های روان و ظریف مجری رقص در حالی که صورت خود را به حالت شرم پوشانده اجرا می‌شود.

### رقص قازاغی
رقص قازاغی (به ترکی آذربایجانی:  Qazağı) از جمله رقص‌های بومی قدیمی اهالی آذربایجان است.
این رقص در منطقه قازاخ آفریده شده‌است. رقصی است با حرکات جدید و پرشور به همین دلیل محبوب‌ترین رقص مردان است. چنین فرض می‌شود که قازاغی رقص جنگجویان است و هنگام رفتن به جنگ و یورش اجرا می‌شد. رقص به دلیل تنوع ترتیب و تکنیک آن، شامل حرکات پیچیده‌است که هر کدام از مجریان رقص قابلیت‌ها و توانایی‌های خود را نشان می‌دهند.

### رقص کسمه
رقص کسمه(به ترکی آذربایجانی: Kəsmə)(بریدن) از جمله رقص‌های بومی قدیمی اهالی آذربایجان است.
این رقص ملودی ساده و در عین حال جذابی دارد. رقصی کمیک است که فقط توسط مردان اجرا می‌شود. در مناطق جنوبی متداول است. رقص کسمه‌ای که در قره باغ اجرا می‌شود دارای ملودی و نحوه اجرای متفاوتی است.

### رقص ولاچولا
رقص وئلاچولا(به ترکی آذربایجانی: Velaçola) 
(به تالشی: وله چالا) از جمله رقص‌های بومی قدیمی اهالی تالش جمهوری آذربایجان است.
این رقص در سال‌های ۱۹۲۰ و در نزدیکی لریک و توسط آهنگساز روستای وئلاچولا آفریده شده‌است. موسیقی وئلاچولا به حدی چالاک و زیباست که حتی در دوردستها نیز متداول شده‌است. سرعت اجرای رقص آرام است.

### رقص قوچعلی
رقص قوچعلی (به ترکی آذربایجانی: Qoçəli) از جمله رقص‌های بومی اهالی آذربایجان است.
این رقص به زندگی قوچو یا همان افرادی که باج سیبیل می‌گرفتند پرداخته و صفت مشخصه این رقص کمیک بودن آن است.
رقص قوچعلی مربوط به نحوه زندگی انگل مانند قوچوهای باکو قبل از انقلاب ۱۹۱۷ می‌باشد. این رقص تداعی‌کننده افرادی است که بی‌محابا دست به جنایت و قتل می‌زدند و زندگی بی‌احساس و بی فایده‌ای داشتند.

### رقص قوفتا
رقص قوفتا (به ترکی آذربایجانی: Qofta) از جمله رقص‌های بومی و قدیمی اهالی آذربایجان است که در باکو آفریده شده‌است.
این رقص مخصوص خانم‌ها بوده و در اصل توسط خانم‌های مسن اجرا می‌شود.
مشخصه اصلی رقص سرعت کم آن و اجرا به همراه تصنیف آن است.

### رقص قیزیل گول
قیزیل گول (به ترکی آذربایجانی: Qızıl gül)(گل سرخ- محمدی-) از جمله رقص‌های بومی و قدیمی اهالی آذربایجان است که مابین سال‌های ۱۹۳۰ الی ۱۹۴۰ در کل آذربایجان مرسوم بوده‌است.
این رقص، رقصی قدیمی است که سرعت آن متوسط بوده و در ترتیب حرکات رقص استواری و حتی کمی شرم وجود دارد. رقص قیزیل گول بیشتر در عروسی‌های شهری و توسط خانم‌ها و دختران جوان اجرا می‌شود.

### رقص قیتقیلدا
رقص قیتقیلدا(به ترکی آذربایجانی: Qıtqılda) از جمله رقص‌های بومی و قدیمی مردم آذربایجان است.
رقص قیتقیلدا از جمله رقص‌های زنانه است که در باکو بسیار متداول بود. همراه با صدای کف زدن‌های متناسب با ریتم، اجرا کنندگان این رقص در رابطه با موضوع نقش می‌گیرند. یکی از آنان نقش عروسی خجالتی و ترسو را دارد. ناگهان مادرشوهر وارد می‌شود، او از عروس ناراضی است و او را مداوم تهدید می‌کند. برای حمایت از عروس، خانمی وارد میدان می‌شود و سایرین یکی یکی به همین روش هنر خود را به نمایش می‌گذارند. به هر یک از اجرا کنندگان این امکان داده می‌شود که در چهار چوب نقش خود و در حد شایستگی برای رقص و به اندازه دلخواه نقش آفرینی نمایند.
این رقص توسط یک دسته از زنان ایفا می‌شود. منعکس‌کننده وضعیت زنان در زندگی عمومی همراه با طنز، حرکات خنده دار فراوان است. یکی پس از یکی دختران با رقص به نمایش می‌گذارند. از ویژگی‌های اصلی این رقص حرکات خفیف تا شدید و ناگهانی و جایگزینی سریع در حرکت است. همچنین عشوه دادن، حرکات دست و شانه، چشم ابرو شکلک‌ها به‌طور گسترده‌ای استفاده می‌شود. زمان رقص شما فرصت ایجاد حرکت آزادانه را خواهید داشت

### رقص قیزلار بولاغی
رقص قیزلار بولاغی(به ترکی آذربایجانی: Qızlar bulağı) (=چشمه دختران) از جمله رقص‌های بومی قدیمی مردم آذربایجان است.
در نزدیکی نخجوان چشمه‌ای واقع شده‌است که دختران در این محل جمع شده و ضمن خواندن تصنیف و نواختن، می‌رقصیدند. این رقص از این محل پا گرفته و از آن زمان نیز چشمه نام قیزلار بولاغی را به خود گرفته‌است.
سرعت رقص متوسط، بسیار آهنگین و ظریف است. ترتیب حرکات آن دور زدن‌های زیاد یا روانه شدن در طول یک خط می‌باشد.

### رقص کچی ممه‌سی
رقص کچی ممه‌سی(به ترکی آذربایجانی: Keçi məməsi، کئچی مه مه سی)(=پستان بز یا نمی‌گذرد) از جمله رقص‌های بومی و کهن مردم آذربایجان است.
پستان بز یا نمی‌گذرد - رقص طیف گسترده‌ای از جشن‌ها و مراسم عروسی به خصوص مردان است. رقصی که در شیروان محبوب است، به‌طور عمده در روستاهای باکو اجرا می‌شود. موسیقی بسیار زیبا و هماهنگ دارد. این رقص می‌تواند یک کمی آهسته و سریع اجرا گردد. این رقص به‌طور متوسط در دستگاه ماهور و بیات قاجار اجرا می‌شود. تاز ریتم به ریتم دیگر در موسیقی، می‌گذرد و بسیار سریع است و هماهنگی دارد.
گاهی اوقات این رقص به‌طور تصادفی "بز پستان" نامیده می‌شود، که با محتوایش مطابقت ندارد. در واقع، رقص "نمی‌گذرد Keç məməsi" نامگذاری شده‌است. ایفاگران رقص با یکدیگر به رقابت پرداخته و حرکات رقص خود را به زیبایی و انعطاف‌پذیری، نشان می‌دهند.

### رقص کندیری
رقص کندیری(به ترکی آذربایجانی: Kəndiri)(کندیر= طناب) از جمله رقص‌های بومی قدیمی اهالی آذربایجان است.
رقصی است سریع و مهیج با ریتم رقص قایتاغی که ملودی رقص در اواخر قرن گذشته در منطقه شکی آفریده شده‌است.
طناب (کندیر) درمراسم شادی مردمی منطقه شکی از جمله لوازم مورد استفاده ضروری است. طناب بازان٬استادی و مهارت‌های حرکتی خود را بر روی طناب نشان داده و عناصر رقص را نیز در حرکات خود داخل می‌نمودند.

### رقص کوراغلونون قایتارماسی
رقص کوراغلونون قایتارماسی(به ترکی آذربایجانی: Koroğlunun qaytarması) از جمله رقص‌های بومی کهن مردم آذربایجان است.
این رقص به دلیل اینکه رقص جنگ و جنگاوری است سرعت زیادی داشته و رقصی دینامیک می‌باشد. صدای بلند سرنا و سایر آلات موسیقی مجریان رقص را به سریعترین حرکات تشویق می‌نماید.

### رقص گلین آتلاندی
رقص گلین آتلاندی (به ترکی آذربایجانی: Gəlin atlandı) از جمله رقص‌های بومی قدیمی مردم آذربایجان است.
این رقص، رقص سنتی مراسم قدیمی می‌باشد. رقصی است طولانی، با سرعت آرام و در عین حال بینهایت ملودیک. در منطقه جبراییل با آهنگ موسیقی آن عروس می‌رقصید. این رقص در عین زمان در منطقه شکی دارای موسیقی متفاوتی است، آن را دوبار، هم هنگام رفتن برای آوردن عروس و هم هنگام وداع عروس با خانه پدری ایفا می‌کردند.

### رقص دسمالی
رقص دسمالی (به ترکی آذربایجانی: Dəsmalı) از جمله رقص‌های بومی و دیرین مردمان آذربایجان است.
ملودی این رقص در سال ۱۹۳۲ توسط تار زن اهل نخجوان، نصیر نصیراف ساخته شده‌است. بسیار چالاک، شاد، و با تمپو پرشور نواخته می‌شود. در اصل این رقص توسط دختران اجرا می‌شود. در نخجوان گاهی توسط پسرها نیز اجرا می‌شود. رقص «دسمالی» در زمان خود به‌طور گسترده‌ای در آذربایجان و بخصوص در باکو مرسوم بود.

### رقص سمنی
رقص سمنی (به ترکی آذربایجانی: Səməni) از جمله رقص‌های بومی و بسیار کهن مردم آذربایجان است؛ ولی در حقیقت، فراتر از رقص، شادمانی سنتی است که بیشتر به آمدن بهار اختصاص یافته‌است.
رقص سمنی فقط توسط دختران و زنان اجرا می‌شود که با آواز همراهی می‌شود. رقص سمنی در کل آذربایجان متداول است.
- معرفی رقص آذربایجانی سمنی

### رقص رنگی
رقص رنگی (به ترکی آذربایجانی: Rəngi) از جمله رقص‌های بومی قدیمی اهالی آذربایجان است.
این رقص، رقص بسیار قدیمی خانم‌ها است که در گنجه آفریده شده و سرعت آن آرام است. وسعت حرکات و تنوع اشکال رقص، ویژگی خاصی به این رقص می‌بخشد.
گرچه اجرای این رقص به ندرت است ولی هنوز هم این رقص در نخجوان اجرا می‌شود.

### رقص دارتما یاخام جیریلدی
رقص دارتما یاخام جیریلدی (به ترکی آذربایجانی: Dartma yaxam cırıldı) (نکش
یقه‌ام پاره شد) از جمله رقص‌های بومی و قدیمی اهالی آذربایجان است.
این رقص، رقصی است خنده دار و زمانی در شهر شکی و مناطق اطراف آن متداول بود ولی اکنون فراموش شده‌است.
«دارتما یاخام جیریلدی» آهنگی بود که با ملودی آن می‌رقصیدند.

### رقص چال پاپاق
چال پاپاق(به ترکی آذربایجانی: Çalpapaq) از جمله رقص‌های بومی کهن مردم آذربایجان است.
پاپاق نام کلاهی است که فقط پیرمردها استفاده می‌کردند. رقص نیز منحصر به آن‌ها است. این رقص توسط پیرها، افراد مسن و زنان رقصیده می‌شود. سرعت رقص خیلی آهسته‌است. حرکات ریتمیک و کمی به نحو مبالغه‌آمیز است.

### رقص گلین گتیرمه
رقص گلین گتیرمه (به ترکی آذربایجانی: Gəlin gətirmə)(=عروس آوردن) از جمله رقص‌های محلی و بسیار قدیمی مردم آذربایجان است.
رقصی است که در مراسم سنتی عروسی و قبل از اینکه عروس به خانه داماد برده شود در خانه عروس اجرا می‌شد. ریتم رقص بسیار متغیر بوده صدای موسیقی به سختی شنیده می‌شود. رقص گلین گتیرمه رقصی مهیج و وجدآور است.

### رقص قایتاغی
قایتاغی(به ترکی آذربایجانی: Qaytağı) از جمله رقص‌های بومی و قدیمی اهالی آذربایجان است.
رقص قایتاغی رقصی است نزدیک به لزگینکا با گستردگی وسیع در منطقه آذربایجان.
حرکات رقص عبارت است از چرخش‌ها و دور زدن‌های فراوان، ترتیبات بی اندازه متنوع، از جمله پرش‌های فراوان در حال ایستاده بر روی انگشتان پا، حرکات روان بدون حرکت شانه‌ها، گرفتن دست‌ها بحالت مشت نیمه بسته، بازکردن یک بازو در حالی که بازوی دیگر نیمه بسته نگهداشته شده و در نهایت شباهت لباسها.

### رقص یرلی
رقص یئرلی (به ترکی آذربایجانی: Yerli rəqs) از جمله رقص‌های بومی کهن مردم آذربایجان و متداول‌ترین رقص در مناطق زاکاتالا، گاخ و بالاکن با ریتم قایتاغی می‌باشد. ملودی آن از چندین بخش تشکیل شده‌است.

### رقص تامارا
رقص تامارا(به ترکی آذربایجانی: Tamara) از جمله رقص‌های بومی  آذربایجان است.
رقص تامارا تقریباً در سال‌های ۱۹۱۷–۱۹۱۶ در باکو آفریده شده‌است. نام‌گذاری این رقص به افتخار هنرمند مشهور اهل سالیان و ایفاگر رقص‌های آذربایجان در عروسی‌ها، خانم تامارا بوده‌است. این رقص بسیار جذاب و با ترانه بوده و در اصل توسط خانم‌ها و در بسیاری از مواقع توسط خانم‌ها و آقایان با تمپو آرام اجرا می‌شود. این رقص با آواز موسیقی مقامی آغاز می‌شود.

### رقص گلین هاواسی
رقص گلین هاواسی (به ترکی آذربایجانی: Gəlin havası) از جمله رقص‌های بومی و بسیار دیرین مردم آذربایجان است.
در لنکران هنگام رفتن برای آوردن عروس می‌رقصیدند. موسیقی رقص جذاب و با سرعت آرام می‌باشد. پس از رساندن عروس به خانه داماد رقص گلین هاواسی بار دیگر اجرا می‌شود. این بار فقط مردان و زنان جوان می‌رقصند.

### رقص گول گز
رقص گول گز (به ترکی آذربایجانی: Gul gəz) از جمله رقص‌های بومی قدیمی و مشهورترین رقص‌های زنانه اهالی آذربایجان است.
موسیقی رقص را نوازنده نی، حسنعلی، اهل نخجوان در سال‌های ۱۹۰۵–۱۹۰۴ آفریده‌است. «گول گز» نام همسر حسنعلی بود. رقص نیز به افتخار او «گول گز» نامیده شده‌است.
این رقص را با صدای حزین و لیریک موسیقی به صورت روان و حرکات مداوم و ظریف می‌رقصند و مدت زیادی، بخصوص در مراسم‌های عروسی باکو و نخجوان متداول بود.

### رقص گولمه‌ای
رقص گولمه یی (به ترکی آذربایجانی: Gulməyi) از جمله رقص‌های بومی کهن اهالی آذربایجان است که در مراسم حنابندان عروسی توسط دوستان و فامیل عروس اجرا شده و فرم این رقص به صورت رقص یاللی است.

### رقص هراتی
رقص هِراتی (به ترکی آذربایجانی:  Heyratı) از جمله رقص‌های بومی قدیمی اهالی آذربایجان است.
رقص هراتی رقصی رغبت انگیز و قدیمی است که به لحاظ ریتم مارش مانند و تنوع نحوه اجرا قابل توجه‌است. هراتی در عصر خود از جمله رقص‌های بسیار متداول در گنجه بود. جوانان مطابق ملودی هراتی حرکات موزون مناسب را آفریده‌اند و آن را یاللی نامیده‌اند. کاراکتر رقص، جوانمردی و جسارت است. ریتم سلیس آن باعث معرفی و شناساندن آن در همه آذربایجان شده‌است.

### رقص گل به
رقص گل بـِه (به ترکی آذربایجانی:  Heyva gülü، هئیوا گولو) از جمله رقص‌ه بومی قدیمی اهالی آذربایجان است.
ملودی رقص گل به معاصر بوده و مؤلف آن علی کریم اف است. در سایر مناطق آذربایجان خصوصاً در شاماخی، آستارا و نخجوان بسیار مشهور است. نحوه اجرای رقص سولو (انفرادی) بوده و فقط توسط خانم‌ها ایفا می‌شود. حرکات ملایم، با انعطاف و با معنی است.

### رقص اون دورد نومره
رقص اون دورد نومره(به ترکی آذربایجانی: On dörd nümrə) از جمله رقص‌ه بومی قدیمی اهالی آذربایجان است.
این نام‌گذاری (شماره ۱۴) به دلیل شماره ردیف رقص است. این رقص ملایم، با سرعت آرام و به نحو حزین توسط مردان و زنان اجرا می‌شود.

### رقص یالی
رقص یالّی (به ترکی آذربایجانی: Yallı) رقص مردمی بسیار قدیمی و بسیار مرسوم اهالی آذربایجان است. 
شکل اولیه و ابتدایی یالی به شکل مراسم سنتی بود که در اطراف آتش، منبع گرمی، نور و غذای گرم انجام می‌شد. در چنین مراسمی سنتی آتش را که تبدیل به الهه شده بود، نیایش می‌کردند. یالی با سرعت آرام و سنگین شروع شده و با قدم‌های سریع که به شکل دویدن است، با سرعت سریع پایان می‌یابد .

## فهرست انواع رقص‌های بومی معاصر آذربایجانی
- آذربایجان مارالی
- آغ چیچک
- آیشات
- اوزومچی
- اووچی
- ایلک باهار
- بایرام سوئیتاسی
- بختوری
- چوبان رقصی
- چوبانی
- داغلار گوزلی
- داغلی رقصی
- دیلیجان
- دیاموند
- ساری گلین
- ساز
- شیخ شامیل
- عاشق آبادی
- قاراباغ یاللیسی
- قاوال
- قیسقانج
- لزگی
- مارال
- مزه لی
- نابات خانیم
- ناز ایلمه
- نعلبکی
- نه قدر قشنگسن
- یوردو- یوردو
- قره خان یاللیسی
- یان باسما
- کوشگونن گل یاللیسی

## لینک به بیرون
1. گزارش تصویری فرهنگی بخش فارسی یورونیوز با عنوان؛رقص سنّتی آذربایجان؛ سرشار از ظرافت و نیازمند ورزیدگی